# HMS Severn (N57)
| «Северн» (N57)                                                                       | «Северн» (N57) | «Северн» (N57) |
| ------------------------------------------------------------------------------------ | --- | --- |
| HMS Severn (N57)                                                                     | | |
|                                                                                      | | |
| Британський однотипний з «Северн» човен «Темза». 1933                                | | |
| Верф                                                                                 | Vickers-Armstrongs, Барроу-ін-Фернесс | Vickers-Armstrongs, Барроу-ін-Фернесс |
| Під прапором                                                                         | Велика Британія | Велика Британія |
| Належність                                                                           | Військово-морські сили Великої Британії | Військово-морські сили Великої Британії |
| Порт приписки                                                                        | Дакар, Фрітаун, Данді, Росайт, Гібралтар | Дакар, Фрітаун, Данді, Росайт, Гібралтар |
| На честь                                                                             | річки Англії Северн | річки Англії Северн |
| Замовлення                                                                           | 20 листопада 1932 | 20 листопада 1932 |
| Закладений                                                                           | 27 березня 1933 | 27 березня 1933 |
| Спуск на воду                                                                        | 16 січня 1934 | 16 січня 1934 |
| Введений до складу флоту                                                             | 12 січня 1935 | 12 січня 1935 |
| На службі                                                                            | 1935–1946 | 1935–1946 |
| Девіз                                                                                | «Віра, що торжествує, непереможна» (англ. Notwithstanding)                                                                                       | «Віра, що торжествує, непереможна» (англ. Notwithstanding)                                                                                       |
| Сучасний статус                                                                      | 30 липня 1946 року проданий на брухт | 30 липня 1946 року проданий на брухт |
| Бойовий досвід                                                                       | Друга світова війна Битва за Атлантику * Норвезька кампанія * Переслідування лінкора «Бісмарк» Битва на Середземному морі Війна на Тихому океані | Друга світова війна Битва за Атлантику * Норвезька кампанія * Переслідування лінкора «Бісмарк» Битва на Середземному морі Війна на Тихому океані |
| Нагороди                                                                             | 4 бойових відзнаки | 4 бойових відзнаки |
| Проєкт                                                                               | | |
| Класифікація ПЧ                                                                      | океанський дизель-електричний підводний човен | океанський дизель-електричний підводний човен |
| Тип ПЧ                                                                               | підводний човен флоту типу «Рівер» | підводний човен флоту типу «Рівер» |
| Вартість                                                                             | > £500 000 | > £500 000 |
| Основні характеристики                                                               | | |
| Швидкість (надводна)                                                                 | 22 вузли (40,7 км/год) | 22 вузли (40,7 км/год) |
| Швидкість (підводна)                                                                 | 10 вузлів (18,6 км/год) | 10 вузлів (18,6 км/год) |
| Робоча глибина занурення                                                             | 90 м | 90 м |
| Гранична глибина занурення                                                           | 150 м | 150 м |
| Дальність плавання                                                                   | 12 000 миль (22 000 км) на швидкості 12 вузлів (надводна) 70 миль (130 км) на швидкості 4 вузли (підводна)                                       | 12 000 миль (22 000 км) на швидкості 12 вузлів (надводна) 70 миль (130 км) на швидкості 4 вузли (підводна)                                       |
| Екіпаж                                                                               | 61 офіцер та матрос | 61 офіцер та матрос |
| Розміри                                                                              | | |
| Довжина найбільша (по КВЛ)                                                           | 105 м | 105 м |
| Ширина корпусу найб.                                                                 | 8,61 м | 8,61 м |
| Середня осадка (по КВЛ)                                                              | 4,85 м | 4,85 м |
| Водотоннажність надводна                                                             | 2 026 тонн | 2 026 тонн |
| Водотоннажність підводна                                                             | 2 723 тонни | 2 723 тонни |
| Силова установка                                                                     | | |
| Дизель-електрична: 2 × дизельних двигуни Ricardo PLC з нагнітачем 2 × електродвигуни | | |
| Гвинти                                                                               | 2 | 2 |
| Потужність                                                                           | 8 000-10 000 к. с. (дизельні двигуни) 2 500 к. с. (електродвигуни)                                                                               | 8 000-10 000 к. с. (дизельні двигуни) 2 500 к. с. (електродвигуни)                                                                               |
| Озброєння                                                                            | | |
| Артилерія                                                                            | 1 × 102-мм корабельна гармата Mk.XXII | 1 × 102-мм корабельна гармата Mk.XXII |
| Торпедно- мінне озброєння                                                            | 6 × 533-мм носових торпедних апарати 13 торпед                                                                                                   | 6 × 533-мм носових торпедних апарати 13 торпед                                                                                                   |
| ППО                                                                                  | 2 × зенітні кулемети | 2 × зенітні кулемети |
| Електроніка                                                                          | ASDIC | ASDIC |

«Северн» (N57) (англ. HMS Severn (N57) — військовий корабель, підводний човен флоту типу «Рівер» Королівського військово-морського флоту Великої Британії часів Другої світової війни.
Підводний човен брав активну участь у бойових діях Другої світової війни. «Северн» здійснив 22 бойових походи, бився в Північній і Південній Атлантиці, виконував спеціальні завдання в Індійському океані. За час бойових дій потопив підводний човен і 3 судна противника.

## Історія створення
Підводний човен «Северн» був закладений 27 березня 1933 року на верфі компанії Vickers-Armstrongs у Барроу-ін-Фернесс. 16 січня 1934 року він був спущений на воду, а 12 січня 1935 року увійшов до складу Королівських ВМС Великої Британії.

## Історія служби
На момент вступу до строю, «Северн» був найшвидшим підводним човном серійного виробництва, що перебував на озброєнні. Початок Другої світової війни застав «Северн» у Середземному морі у складі 1-ї підводної флотилії, дислокованої на Мальті. У вересні 1939 року його перевели до Західної Африки, з дислокацією на базі у Фрітауні, щоб діяти як ескорт конвою та охороняє транспорти від рейдерських атак противника. Командир човна отримав наказ про участь у полюванні на німецький важкий крейсер «Адмірал граф Шпеє», але це повідомлення було відкликано після битви біля Ла-Плати.
У березні 1940 року «Северн» повернувся в рідні води і був використаний для патрулювання в Північному морі. Його завданнями було пошук підводних човнів, надводних рейдерів і проривачів блокади, і британський човен активно виконував їх під час Норвезької кампанії. У травні 1940 року він потопив шведський вітрильник «Монарк», який був прийнятий на озброєння Німеччини.
У травні 1941 року «Северн» перевели до Гібралтару у 8-му флотилію підводних човнів. У цей період він здійснив кілька бойових походів у західному Середземному морі, а також ходив з конвоєм HG 69 як океанський ескорт. У червні 1941 року «Северн» обстріляв італійський підводний човен класу «Аргонавта», а згодом потопив італійські торговельні судна «Полінія» та «Уго Бассі». У серпні він безрезультатно атакував невпізнаний підводний човен.
Брав участь з кількома підводними човнами у відстеженні німецького лінкора «Бісмарк» перед тим, як він остаточно затонув. Після затоплення «Бісмарка» «Северн» повернувся до Гібралтару.
У 1942 році «Северн» повернувся на Британії, де знову виконував обов'язки по перехопленню.
У травні 1943 року човен повернули в Середземне море для участі в підготовці та підтримки вторгнення на Сицилію (операція «Хаскі»). Після цього він перейшов до Хайфи і брав участь в операціях з надання допомоги гарнізону в Леросі під час Егейської кампанії.
У січні 1944 року «Северн» був направлений до Східного флоту, приєднавшись до 2-ї флотилії підводних човнів у Тринкомалі в травні. Там він брав участь у патрулюванні-перехопленні в Індійському океані.